# 100% Colombian
100% Colombian è il secondo album in studio del gruppo musicale statunitense Fun Lovin' Criminals, pubblicato il 17 novembre 1998.

## Tracce
1. Up on the Hill – 4:27
2. Love Unlimited – 3:25
3. The View Belongs to Everyone – 4:17
4. Korean Bodega – 2:47
5. Back on the Block – 4:04
6. 10th Street – 2:23
7. Sugar – 3:42
8. Southside – 4:36
9. We Are All Very Worried About You – 4:07
10. All for Self – 4:15
11. All My Time Is Gone – 4:00
12. Big Night Out – 3:37
13. Mini Bar Blues (Featuring B.B. King) – 3:33
14. Fisty Nuts – 2:42
15. Shining Star (Japan Bonus Track) – 4:44